# Acrodactyla takewakii
Acrodactyla takewakii är en stekelart som först beskrevs av Tohru Uchida 1927.  Acrodactyla takewakii ingår i släktet Acrodactyla och familjen brokparasitsteklar. Inga underarter finns listade i Catalogue of Life.